# 無碼的世界
《無碼的世界》曾是臺灣的國際新聞深度報導的節目。曾在年代新聞台、壹電視新聞台播出。播出時段曾經多次變動，最後播出時間為每周六上午十點至十一點首播，每周日下午四點至五點重播。

## 播出時間

### 首播
| 頻道         | 所在地 | 播映日期                       | 播出時間                 |
| ------------ | ------ | ------------------------------ | ------------------------ |
| 年代新聞     | 臺灣   | 2013年11月23日－2014年4月25日  | 每週六至週日 10:00-11:00 |
| 壹電視新聞台 | 臺灣   | 2014年4月26日－2014年10月11日  | 每週六 20:00-21:00       |
| 壹電視新聞台 | 臺灣   | 2014年10月17日－2019年10月26日 | 每週六 10:00-11:00       |

### 重播
| 頻道         | 所在地 | 播映日期                      | 播出時間                 |
| ------------ | ------ | ----------------------------- | ------------------------ |
| 年代新聞     | 臺灣   | 2013年11月23日－2014年4月25日 | 每週六至周日 15:00-16:00 |
| 壹電視新聞台 | 臺灣   | 2014年4月26日－2014年10月11日 | 每週日 10:00-11:00       |
| 壹電視新聞台 | 臺灣   | 2014年10月17日－2015年6月14日 | 每週日 14:00-15:00       |
| 壹電視新聞台 | 臺灣   | 2014年10月17日－2016年8月1日  | 每週日 04:00-05:00       |
| 壹電視新聞台 | 臺灣   | 2015年6月20日－2019年10月27日 | 每週日 16:00-17:00       |

## 節目特性

第一代《無碼的世界》開場白.png

節目型態曾歷經多次調整，起初為報導一周國際新聞為主，中期曾經嘗試以「主題式專題」、「走訪各個國家」、「人物專訪」為主軸。現以國際新聞專題為主要方向，並開闢「壹番
好生活」介紹日本好物，也會不定期進行人物專訪。

## 歷任主持人
- 2013年11月23日至2019年10月27日，由壹電視主播蕭子新主持。

### 代班主持人
- 2014年5月17日，因蕭子新至越南採訪排華暴動，由壹電視《整點新聞》主播叢慧芸代班主持。
- 2014年7月26日，因蕭子新至澎湖採訪復興航空222號班機空難，由壹電視氣象主播李家名代班主持。
- 2015年5月9日，因蕭子新至尼泊爾採訪尼泊爾大地震，由壹電視《整點新聞》主播叢慧芸代班主持。

## 外部連結
- 無碼的世界的Facebook專頁
- YouTube上的壹新聞《無碼的世界》播放列表

| 壹電視新聞台 星期六20:00－21:00                | 壹電視新聞台 星期六20:00－21:00                  | 壹電視新聞台 星期六20:00－21:00 |
| ---------------------------------------------- | ------------------------------------------------ | ------------------------------- |
|                                                | 無碼的世界 （2014.4.26 - 2014.10.4）             |                                 |
| 壹電視記者會 （2010年12月9日 - 2014年3月15日） | 2000整點新聞 （2014年10月11日 - 2014年10月25日） |                                 |
| 星期六10:00－11:00                             |                                                  |                                 |
| 1000整點新聞                                   | 無碼的世界 （2015.10.17 -2019.10.26）            | —                               |